# Tulse Hill
Tulse Hill is een wijk in het Londense bestuurlijke gebied Lambeth, in de regio Groot-Londen.

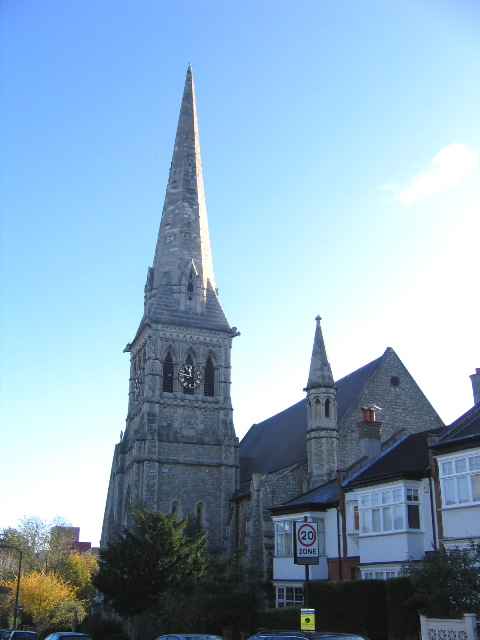
Holy Trinity
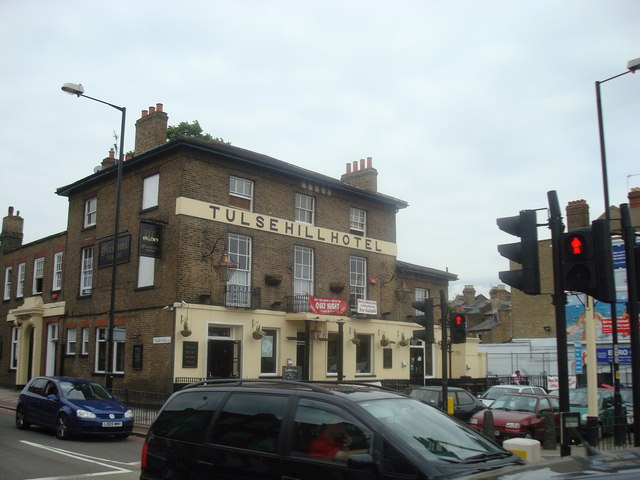
Pub in Tulse Hill